# Hartsgallvecklare
Hartsgallvecklare (Retinia resinella eller Evetrina resinella), är en vecklarefjäril, vars framvingar, som har en spännvidd av omkring 20 millimeter, är svartbruna med talrika, tättställda, blyglänsande tvärlinjer.
Bakvingarna är brungrå. Den gulbruna eller rödaktiga larven äter sig in till märgen i unga tallskott. Kring ingångshålet avges ett starkt utflöde av kåda, som formar sig till en gallartad, ihålig knöl av ungefär en hasselnöts storlek, i vilken larven åtminstone tidvis uppehåller sig. Larven övervintrar två gånger, varefter den förpuppar sig, vanligen i hartsgallbildnigen. Tallskotten blir genom larvens åverkan försvagade och bryts lätt. Hartsgallvecklare har påträffats ända upp i Lappland.